# Mokradki
Mokradki – część miasta Puławy w Polsce położonego w województwie lubelskim, w powiecie puławskim. Mokradki położone są w bliskości ścisłego centrum miasta, na południe od Marynek, wzdłuż obecnej drogi wojewódzkiej nr 824. 

## Historia
Mokradki to dawniej samodzielna wieś, wyrosła w okresie świetności Puław w XVIII wieku. Należała do parafii Włostowice. W miejscowości znajdował się w XIX wieku folwark, nadany instytutowi puławskiemu. Mieściły się w nim obory wzorowe. 
Z uwagi na bezpośrednie sąsiedztwo z Puławami, już w końcu XIX wieku uważano, że miejscowość stanowiła niemalże ich przedmieście. Co więcej, w 1901 piszący pod pseudonimem korespondent pisma „Zorza” zauważył, że nawet i Włostowice tworzą z Mokradkami jedną całość, coś w rodzaju przedmieścia Puław i tylko słupy graniczne pozwalają zorientować się w położeniu. Jego zdaniem ludność obu tych miejscowości zajmowała się dawniej flisactwem, a po jego upadku - mularstwem. 
Aleksander Janowski odnotował w Mokradkach schludne domki z ogródkami oraz kilka większych willi z gustownymi dachami. Drogę przez aleję lipową w Mokradkach do Kazimierza Dolnego autor ten uznał za bez wątpienia najpiękniejszy kawałek szosy w kraju. Niemniej, wspomniany korespondent „Zorzy” zauważył, że choć Mokradki ciągle jeszcze są pełne zieleni, to liczba starych drzew zmniejsza się wskutek wyrębu na opał. 
Bliskość Puław i schludna zabudowa sprawiały, że Mokradki były atrakcyjnym miejscem do wynajmu stancji dla studentów instytutu oraz interesantów przybywających do Puław. Zyski z wynajmu były istotnym źródłem dochodu dla ludności pozbawionej zajęć w zimnych okresach roku. 
Od 1867 Mokradki należały do gminy Nowa Aleksandria w powiecie nowoaleksandryjskim w guberni lubelskiej. W 1906 zostały przyłączone, razem z Puławską Wsią, do Nowej Aleksandrii, równocześnie z nadaniem tej ostatniej miejscowości statusu miasta. 